# Pat Riley

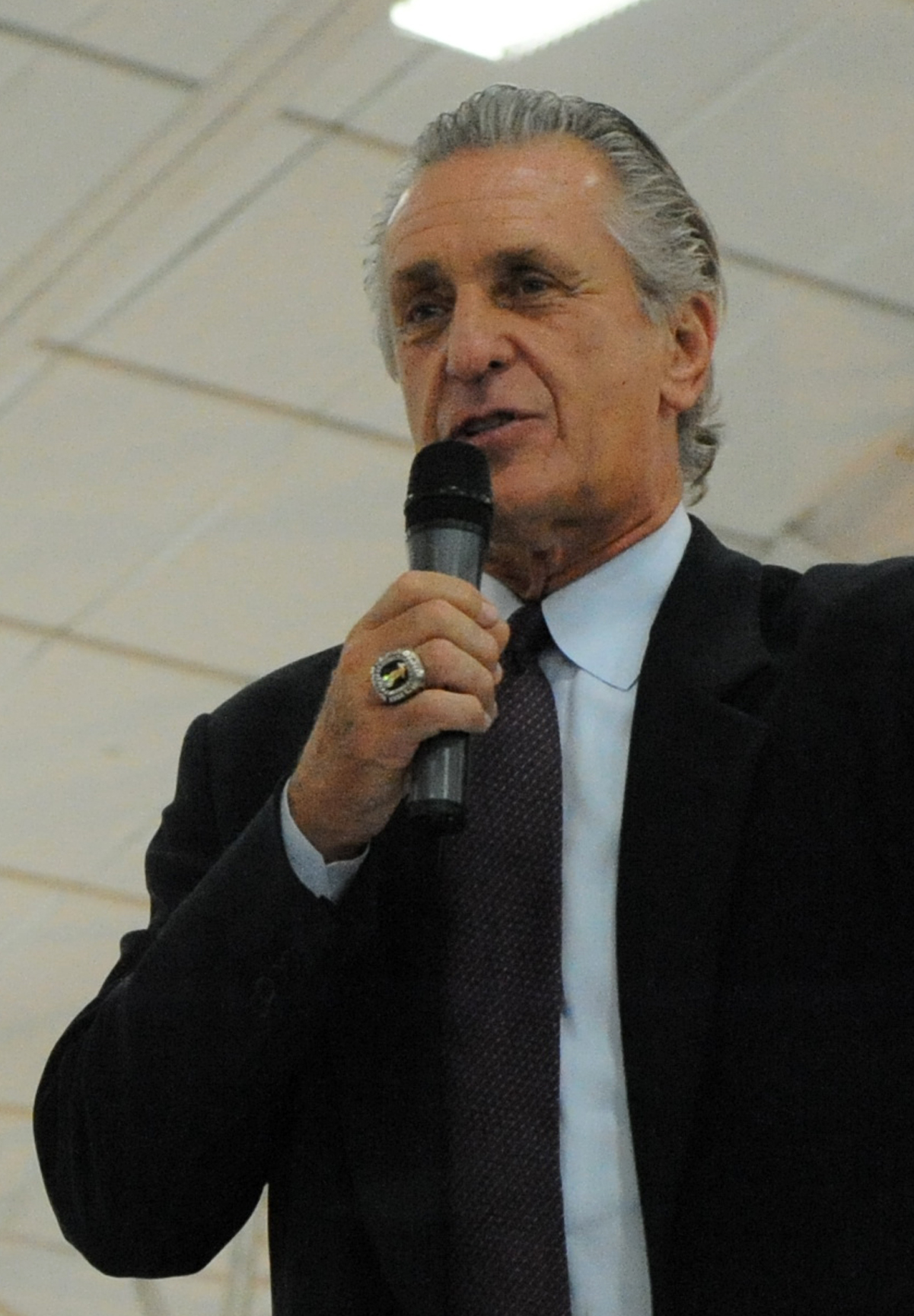
Pat Riley

Patrick James "Pat" Riley (Rome (New York), 20 maart 1945) is een Amerikaanse voormalig basketbalcoach. Hij is de voorzitter van de Miami Heat, een team dat uitkomt in de NBA. Hiervoor was hij coach van de Los Angeles Lakers en de New York Knicks. Riley won zeven NBA-titels: één als speler van de Lakers, vier als coach van de Lakers, één als coach van de Heat en één als assistent-coach.
5 McMillian · 
11 Cleamons · 
12 Riley · 
13 Chamberlain · 
14 Ellis · 
21 Robinson · 
24 Erickson · 
25 Goodrich · 
31 Trapp · 
44 West · 
52 Hairston · 
Coach Sharman
5 Jordan · 
8 Brewer · 
10 Nixon · 
11 McAdoo · 
21 Cooper · 
31 Rambis · 
32 E. Johnson · 
33 Abdul-Jabbar · 
34 C. Johnson · 
40 McGee · 
52 Wilkes · 
54 Landsberger · 
Coach Riley
4 Scott · 
10 Nixon · 
11 McAdoo · 
12 Lester · 
21 Cooper · 
31 Rambis · 
32 Johnson · 
33 Abdul-Jabbar · 
35 Spriggs · 
40 McGee · 
41 Kupchak · 
42 Worthy · 
43 Nevitt · 
Coach Riley
1 Matthews · 
4 Scott · 
21 Cooper · 
24 Branch · 
31 Rambis · 
32 Johnson · 
33 Abdul-Jabbar · 
42 Worthy · 
43 M. Thompson · 
45 Green · 
52 Smrek · 
55 B. Thompson · 
Coach Riley
1 Matthews · 
4 Scott · 
19 Campbell · 
20 Wagner · 
21 Cooper · 
31 Rambis · 
32 Johnson · 
33 Abdul-Jabbar · 
42 Worthy · 
45 Green · 
52 Smrek · 
55 Thompson · 
Coach Riley
1 Wright · 
3 Wade · 
5 D. Anderson · 
8 Walker · 
20 Payton · 
24 Kapono · 
30 Barron · 
32 O'Neal · 
33 Mourning · 
40 Haslem · 
42 Posey · 
49 S. Anderson · 
51 Doleac · 
55 Williams · 
Coach Riley